# Hooversville
Hooversville est un borough situé au nord de la partie centrale du comté de Somerset, en Pennsylvanie, aux États-Unis,. En 2010, il comptait une population de 645 habitants, estimée au 1er juillet 2020 à 688 habitants.  Le borough est incorporé en 1896.

## Démographie
Lors du recensement de 2010, le borough comptait une population de 645 habitants. Elle est estimée, en 2020, à 688 habitants.

### Source de la traduction
- (en) Cet article est partiellement ou en totalité issu de l’article de Wikipédia en anglais intitulé « Hooversville, Pennsylvania » (voir la liste des auteurs).